# Tine Urnaut
Tine Urnaut, slovenski odbojkar, * 3. september 1988, Slovenj Gradec.
Je kapetan slovenske odbojkarske reprezentance, s katero je leta 2015 osvojil zlato odličje v evropski ligi in srebro na evropskem prvenstvu v Bolgariji in Italiji. Urnaut je z izbrano vrsto zmagal tudi v nekdanji svetovni ligi, najprej v tretji, nato še v drugi kakovostni skupini, izbrana vrsta pa zdaj nastopa v Volleyball Nations League. Leta 2018 je reprezentanco vodil na prvem svetovnem prvenstvu, leta 2019 pa so Slovenci na domačem evropskem prvenstvu, ki ga je Slovenija gostila skupaj s Francijo, Belgijo in Nizozemsko, osvojili še eno srebrno odličje.

## Kariera
Klubska kariera
Tine Urnaut je prve odbojkarske korake naredil v Odbojkarskem klubu Fužinar, nato pa se je preselil v blejski ACH Volley, s katerim je v sezoni 2006/07 dosegel enega največjih klubskih uspehov. Slovensko moštvo je namreč slavilo v evropskem pokalu Top Teams, ob tem pa osvojilo še nekaj domačih lovorik. V sezoni 2008/09 je Urnaut prvič odšel na tuje, ko je zaigral v dresu grškega Olympiacosa Piraeuja, leto kasneje je za CoprAtlantide Piacenzo igral v italijanskem prvenstvu, nato pa ga je pot vodila na Poljsko, zatem nazaj v Italijo, v Turčijo in nazadnje k italijanski Modeni, vmes pa je podaljšek sezone dvakrat odigral še v Katarju. Pred sezono 2019/20 je podpisal pogodbo z ekipo Shanghai Golden Age, a za kitajskega prvoligaša zaradi izbruha koronavirusa ni nastopil.
Poleg že omenjenih lovorik z ACH Volleyjem, se je v sezoni 2015/16 z Diatec Trentinom veselil še srebra v elitni Ligi prvakov, z italijanskim moštvom je osvojil še srebro v pokali CEV in srebro na klubskem svetovnem prvenstvu leta 2016, vsega skupaj pa je s svojimi klubi zbral še devet lovorik v pokalnem tekmovanju oz. državnem prvenstvu.  
Junija 2021 je podpisal za klub poljskega prvaka Jastrzebskie Weigel.

### 2015 in 2019: Evropski podprvaki v odbojki
Reprezentančna kariera
Tine Urnaut je dolgoletni kapetan slovenske moške odbojkarske reprezentance, s katero je nanizal številne uspehe. Prvo odličje je z reprezentanco osvojil na sredozemskih igrah leta 2009 v Pescari, sledil je bron v evropski ligi (2011), prvo zmago pa so Slovenci zabeležili leta 2015 v evropski ligi. Leta 2015 so naši odbojkarji pod vodstvom Andree Gianija osvojili srebrno medaljo na evropskem prvenstvu leta 2015  v Bolgariji in Italiji, Urnaut pa je reprezentanco povedel tudi v svetovno ligo in se s soigralci že leta 2016 veselil zlate medalje ter uvrstitve v drugo kakovostno skupino. V njej je naša izbrana vrsta slavila že v naslednji sezoni ter si priigrala uvrstitev v prvi kakovostni razred, a je mednarodna zveza (FIVB) tekmovanje ukinila in ustanovila Volleyball Nations League (VNL), v kateri Slovenija ni dobila mesta. Leta 2018 so naši odbojkarji prvič nastopili na svetovnem prvenstvu in osvojili 12. mesto, leta 2019 pa so se skozi pokal Challenger uvrstili v VNL, med odbojkarsko elito. Leto 2019 je prineslo tudi nov izjemen uspeh, srebrno odličje na domačem evropskem prvenstvu, ki ga je Slovenija gostila skupaj s Francijo, Belgijo in Nizozemsko.Tine Urnaut je bil kot edini Slovenec izbran v idealno šesterko evropskega prvenstva 2015.
Nagrade in priznanja
Urnaut je bil na evropskem prvenstvu leta 2015 izbran za najboljšega sprejemalca (Best Outside Spiker) – nagrada za najboljšega sprejemalca, leta 2016 pa je dobil priznanje evropske zveze (CEV) za najbolj perspektivnega igralca leta.  Slovenska izbrana vrsta je bil leta 2015 in 2019 izbrana za ekipo leta po izboru Društva športnih novinarjev Slovenije, leta 2016 so odbojkarji prejeli Bloudkovo nagrado za vrhunski mednarodni dosežek v športu v letu 2015, leta 2020 pa jih je predsednik Republike Slovenije Borut Pahor odlikoval z redom za zasluge.